# Dado Pršo
Miladin Pršo (kiejtése [milǎdin pr̩̂ʃo], Zára, 1974. november 5. –) horvát válogatott labdarúgó, edző. 2019 augusztusától a francia Pau csapatánál dolgozik, mint csatáredző.
Pršo több, mint 300 bajnokit játszott felnőtt pályafutása során. Az első ismertebb csapata a francia AC Ajaccio volt, innen szerződött az AS Monaco csapatához 1999-ben. A hercegségbeli csapattal megnyerte az 1999–2000-es bajnoki címet, igazán ismert azonban a 2003–2004-es szezonban vált. A bajnokok ligája csoportkörében négy gólt rúgott a Deportivo de La Coruña ellen 8-3-ra megnyert mérkőzésen. Erre előtte csak Marco van Basten, és Simone Inzaghi, és azóta is csak Lionel Messi valamint Luiz Adriano meg Erling Haaland volt képes. Ebben a szezonban bejutottak a sorozat döntőjébe is, azonban ott vereséget szenvedtek az FC Porto ellen. A következő idénytől a skót Glasgow Rangers játékosa lett. Első szezonjában 32 mérkőzésen 18 gólt termelt, csapatával pedig bajnok és ligakupa-győztes lett.

## Pályafutása

### Klubcsapatokban

#### A kezdeti évek
Zára városában született és a helyi NK Bagat, valamint az NK Zadar csapataiban kezdett megismerkedni a labdarúgással. 1986-ban a Hajduk Split korosztályos csapataiba került. 13 éves korában szívrendellenességet állapítottak meg. A Hajduk Split játékosaként kevés játéklehetőséget kapott, ezért az alacsonyabb osztályú Pazinkához igazolt. Itt 26 bajnoki mérkőzésen lépett pályára és ezeken a találkozókon 2 gólt szerzett. 1993-ban, 19 esztendősen kénytelen volt országot váltani a háború miatt és Franciaországba költözött. A Rouen csapat játékosa lett, de a motiváció hiánya az életvitelén is meglátszott. A súlya meghaladta a 100 kilót. Egy időre a labdarúgással is felhagyott, aztán a negyedosztályú Saint Raphael csapata segítette át a nehéz időszakán. Lakhelyet adtak neki és félnapokat dolgozott autószerelőként a labdarúgás mellett. 1996-ban a Monaco tartalékjai ellen léptek pályára, és a mérkőzésen nyújtott teljesítményére felfigyeltek a hercegségbeli együttesnél, le is igazolták.

#### AS Monaco és az AC Ajaccio
1996-ban Jean Tigana igazolta le őt David Trezeguet tartalékjának, majd 18 hónapos kölcsönszerződést írt alá a szintén francia AC Ajaccio csapatával. Az 1998–1999-es szezonban 13 bajnoki gólt szerzett és ekkor kapta meg a francia állampolgárságot. 1999. augusztus 14-én mutatkozott be a Monaco első csapatában az SC Bastia csapata elleni bajnoki mérkőzésen. Tagja volt a Monaco 2000-es bajnokcsapatának, sőt, ő szerezte az aranyérmet biztossá tévő gólt, de sem ekkor, sem később nem számított alapembernek. 2002-ben az orvosok kénytelenek voltak eltörni a lábát, mert 30 fokkal el kellett hajlítani azt. 2003. november 5-én a 29. születésnapján az UEFA-bajnokok ligája csoportkörében a spanyol Deportivo de La Coruña ellen 8–3-ra megnyert találkozón 4 gólt szerzett, amire előtte csak Marco van Basten és Simone Inzaghi  volt képest, majd Lionel Messi és Luiz Adriano.

#### Glasgow Rangers
2004 nyarán csatlakozott a skót Rangers csapatához, ingyen. Három szezont töltött a klubnál. A 2004–2005-ös szezon során bajnok és ligakupa győzelem mellett szerzett 21 gólt. A 2006–2007-es szezon végén befejezte pályafutását a sorozatos térdproblémái miatt. Az orvosok szakvéleménye szerint olyan állapotban van a térde, mint egy 80 éves emberé.

### A válogatottban
Pršo 32 válogatott fellépésén kilenc gólt szerzett. Pályára lépett a 2004-es portugáliai labdarúgó-Európa-bajnokságon, valamint a 2006-os németországi labdarúgó-világbajnokságon.

## Magánélete
Eredeti neve Miladin, aki szerb származású családban született, unokaöccse Milan Pršo szintén labdarúgó, aki viszont szerb korosztályos válogatott volt. Francia felesége van és két gyermekük született, 1999-ben Nicoline és 2001-ben Lorenzo.

## Statisztika

### Klub
Források:
| Klub információk | Klub információk | Klub információk       | Bajnokság | Bajnokság | Kupa  | Kupa  | Ligakupa   | Ligakupa   | Nemzetközi | Nemzetközi | Összesen | Összesen |
| Szezon           | Klub             | Bajnokság              | Mérk.     | Gólok     | Mérk. | Gólok | Mérk.      | Gólok      | Mérk.      | Gólok      | Mérk.    | Gólok    |
| Horvátország     | Horvátország     | Horvátország           | Bajnokság | Bajnokság | Kupa  | Kupa  | szuperkupa | szuperkupa | UEFA       | UEFA       | Összesen | Összesen |
| ---------------- | ---------------- | ---------------------- | --------- | --------- | ----- | ----- | ---------- | ---------- | ---------- | ---------- | -------- | -------- |
| 1992–93          | Pazinka          | Prva HNL               | 26        | 2         | –     | –     | –          | –          | –          | –          | 26       | 2        |
| Franciaország    | Franciaország    | Franciaország          | Bajnokság | Bajnokság | Kupa  | Kupa  | Ligakupa   | Ligakupa   | UEFA       | UEFA       | Összesen | Összesen |
| 1993–94          | Rouen            | Francia Division 2     | 10        | 1         | –     | –     | –          | –          | –          | –          | 10       | 1        |
| 1994–95          | Rouen            | Championnat National 2 | 0         | 0         | –     | –     | –          | –          | –          | –          | 0        | 0        |
| 1995–96          | Stade Raphaëlois | Championnat National 2 | 18        | 7         | –     | –     | –          | –          | –          | –          | 18       | 7        |
| 1996–97          | Monaco B         | Championnat National 2 | 0         | 0         | –     | –     | –          | –          | –          | –          | 0        | 0        |
| 1997–98          | Ajaccio          | Championnat National   | 23        | 8         | –     | –     | –          | –          | –          | –          | 23       | 8        |
| 1998–99          | Ajaccio          | Division 2             | 30        | 13        | 1     | 0     | 1          | 0          | –          | –          | 32       | 13       |
| 1999–00          | Monaco           | Division 1             | 20        | 2         | 5     | 3     | 2          | 1          | 5          | 1          | 32       | 7        |
| 2000–01          | Monaco           | Division 1             | 21        | 4         | 0     | 0     | 2          | 0          | 5          | 0          | 28       | 4        |
| 2001–02          | Monaco           | Division 1             | 11        | 2         | 3     | 1     | 2          | 0          | –          | –          | 16       | 3        |
| 2002–03          | Monaco           | Ligue 1                | 20        | 12        | 0     | 0     | 3          | 3          | 1          | 0          | 24       | 15       |
| 2003–04          | Monaco           | Ligue 1                | 29        | 8         | 4     | 1     | 1          | 0          | 11         | 7          | 45       | 16       |
| Skócia           | Skócia           | Skócia                 | Bajnokság | Bajnokság | Kupa  | Kupa  | Ligakupa   | Ligakupa   | UEFA       | UEFA       | Összesen | Összesen |
| 2004–05          | Rangers          | Skót Premier League    | 34        | 18        | 1     | 0     | 3          | 2          | 8          | 1          | 46       | 21       |
| 2005–06          | Rangers          | Skót Premier League    | 32        | 9         | 1     | 0     | 1          | 0          | 7          | 3          | 41       | 12       |
| 2006–07          | Rangers          | Skót Premier League    | 28        | 4         | 0     | 0     | 1          | 0          | 7          | 0          | 36       | 4        |
| Összesen         | Horvátország     | Horvátország           | 26        | 2         | 0     | 0     | 0          | 0          | 0          | 0          | 26       | 2        |
| Összesen         | Franciaország    | Franciaország          | 192       | 58        | 13    | 5     | 11         | 4          | 21         | 8          | 237      | 75       |
| Összesen         | Skócia           | Skócia                 | 94        | 31        | 2     | 0     | 5          | 2          | 22         | 4          | 123      | 37       |
| Összesen         | Összesen         | Összesen               | 302       | 90        | 28    | 10    | 16         | 6          | 43         | 12         | 389      | 118      |

### Válogatott
| Horvátország | Horvátország    | Horvátország |
| Év           | Pályára lépések | Gól          |
| ------------ | --------------- | ------------ |
| 2003         | 9               | 3            |
| 2004         | 9               | 2            |
| 2005         | 7               | 3            |
| 2006         | 6               | 1            |
| Összesen     | 31              | 9            |

### Góljai a válogatottban
| # | Dátum               | Helyszín                                 | Ellenfél      | Gól | Eredmény | Verseny                                      |
| - | ------------------- | ---------------------------------------- | ------------- | --- | -------- | -------------------------------------------- |
| 1 | 2003. március 29.   | Maksimir Stadion, Zágráb, Horvátország   | Belgium       | 2–0 | 4–0      | 2004-es labdarúgó-Európa-bajnokság selejtező |
| 2 | 2003. november 15.  | Maksimir Stadion, Zágráb, Horvátország   | Szlovénia     | 1–0 | 1–1      | 2004-es labdarúgó-Európa-bajnokság selejtező |
| 3 | 2003. november 19.  | Stadion Bežigrad, Ljubljana, Szlovénia   | Szlovénia     | 0–1 | 0–1      | 2004-es labdarúgó-Európa-bajnokság selejtező |
| 4 | 2004. június 17.    | Magalhães Pessoa, Leiria, Portugália     | Franciaország | 2–1 | 2–2      | 2004-es labdarúgó-Európa-bajnokság           |
| 5 | 2004. szeptember 4. | Maksimir Stadion, Zágráb, Horvátország   | Magyarország  | 1–0 | 3–0      | 2006-os labdarúgó-világbajnokság-selejtező   |
| 6 | 2005. március 26.   | Maksimir Stadion, Zágráb, Horvátország   | Izland        | 4–0 | 4–0      | 2006-os labdarúgó-világbajnokság-selejtező   |
| 7 | 2005. március 30.   | Maksimir Stadion, Zágráb, Horvátország   | Málta         | 1–0 | 3–0      | 2006-os labdarúgó-világbajnokság-selejtező   |
| 8 | 2005. március 30.   | Maksimir Stadion, Zágráb, Horvátország   | Málta         | 2–0 | 3–0      | 2006-os labdarúgó-világbajnokság-selejtező   |
| 9 | 2006. május 28.     | Gradski vrt Stadion, Eszék, Horvátország | Irán          | 1–1 | 2–2      | Barátságos mérkőzés                          |

## Sikerei, díjai

### Klub
- Ajaccio
  - Championnat National: 1997–98

- AS Monaco
  - Francia bajnok: 1999–2000
  - Francia ligakupa: 2002–03
  - Francia szuperkupa: 2000
  - Bajnokok ligája-döntős: 2003–04

- Glasgow Rangers
  - Skót bajnok: 2004–05
  - Skót ligakupa: 2004–05

### Egyéni
- A SPL hónap játékosa: 2005 február, 2005 május
- Az év horvát labdarúgója: 2003, 2004, 2005
- Franjo Bučar Állami Sportdíj: 2005
- SN Fair-play-díj: 2005
- John Greig-díj: 2007